# گرونداو
گرونداو (به آلمانی: Gründau) یک شهر در آلمان است که در ماین-کینتسیگ واقع شده‌است. گرونداو ۱۴٬۷۳۷ نفر جمعیت دارد.

## خواهرخوانده
شهرهای ابرسباخ نویگرسدورف، Laussonne و Neugersdorf خواهرخوانده‌های گرونداو هستند.